# زوال اندیشه سیاسی در ایران
زوال اندیشهٔ سیاسی در ایران؛ گفتار در مبانی نظری انحطاط ایران دومین کتاب تألیفی جواد طباطبایی است که در آن دیدگاه‌های خود را در ادامهٔ کتاب درآمدی بر تاریخ اندیشهٔ سیاسی در ایران مبنی بر امتناع اندیشه به‌طور عام و زوال اندیشهٔ سیاسی به‌طور خاص در ایران مطرح می‌کند. وی در این دفتر می‌کوشد تا نشان دهد تجدد و انحطاط، دو مفهوم به‌هم‌پیوسته‌اند و در شرایط تصلب سنت و امتناع اندیشه، طرح یکی بدون دیگری امکان‌پذیر نیست. در مغرب‌زمین نیز تداوم اندیشه و تجدد، از مجرای طرح نظریهٔ انحطاط ممکن شده‌است و بحران تجدد و شکست آن در ایران، بایستی با توجه به امتناع طرح نظریهٔ انحطاط در درون نظامی از مفاهیم فلسفی فهمیده شود.
طباطبایی در دیباچه بر ویراست دوم کتاب، طبق معمول، به تعطیل اندیشهٔ سیاسی و تعطیل اندیشهٔ فلسفی در ایران نقدی وارد می‌کند. به این که حتی کتابی مناسب جهت معرفی مبانی اندیشه سیاسی در ایران ترجمه یا تألیف نگشته است. به کم‌مایه بودن کتاب حمید عنایت، بنیاد فلسفه سیاسی در غرب و این که دیگر جزوه‌های دانشگاهی نیز چیزی جز رونویسی از درس‌نامه‌های سطحی و بی‌اعتبار دانشگاه‌های غربی نیست.
وی در پیش‌گفتار، به مهم‌ترین نکاتی که شاید برای برون‌رفت از تعطیل اندیشه در ایران لازم باشد اشاره می‌کند. «گذار از انحطاط تاریخی جز از مجرای اندیشیدن دربارهٔ آن امکان‌پذیر نخواهد شد... می‌توان گفت که فقدان مفهوم انحطاط در یک فرهنگ، نشانهٔ عدم انحطاط نیست، بلکه عین آن است.»
وی معتقد است که آزادی، سیاست و فلسفه از نوآوری‌های اندیشه یونانی است. «آزادی و به ویژه سیاست -حتی به معنایی که در ادامهٔ سنت یونانی در اندیشهٔ دوران جدید غربی فهمیده شده- از نوآوری‌های اندیشهٔ یونانی بوده‌است. هم‌چنان‌که فلسفه، یعنی اندیشهٔ عقلانی غیر ملتزم به ادیان و اسطوره‌ها را نخست، یونانیان تأسیس کردند و در واقع، تاریخ فلسفه -اعم از مسیحی، اسلامی و ... به معنای دقیق کلمه- جز تاریخ بسط فلسفه یونانی در میان اقوام دیگر نبوده است، تاریخ فلسفهٔ سیاسی دورهٔ مسیحی و اسلامی نیز، به هر حال، تاریخ بسط فلسفه سیاسی یونانیان در این دورهٔ تمدنی است.»

## فهرست کتاب
- پیشگفتار
- بخش نخست : سیاست در اندیشهٔ یونانی
  - فصل نخست : زایش اندیشهٔ سیاسی
  - فصل دوم : افلاطون و بنیادگذاری فلسفهٔ سیاسی
  - فصل سوم : ارسطو و پایان فلسفهٔ سیاسی یونانی
- بخش دوم : بسط فلسفهٔ سیاسی در دورهٔ اسلامی
  - فصل چهارم : از بامداد اسلام تا یورش مغولان
  - فصل پنجم : اندیشهٔ سیاسی فارابی
  - فصل ششم : اخلاق مدنی مسکویهٔ رازی
  - فصل هفتم : از ابوالحسن عامری تا ابوعلی سینا
- بخش سوم : زوال اندیشهٔ سیاسی در ایران
  - فصل هشتم : خواجه نصیر طوسی و تدوین حکمت عملی
  - فصل نهم : دانشنامهٔ فلسفی قطب‌الدین شیرازی
  - فصل دهم : جدال‌الدین دوانی و پایان حکمت عملی
  - فصل یازدهم : از صدرالدین شیرازی تا ملا هادی سبزواری
- خاتمه : تاملی در برخی نتایج

## منتقدان
نظریه زوال سید جواد طباطبایی با انتقادات فراوانی از سوی محققین اندیشه سیاسی مواجه شده‌است. مهم‌ترین انتقاد به طباطبایی این است که به جهت تعلق خاطر به هگل تاریخ را از منظری تکامل‌گرایانه می‌نگرد. در واقع طباطبایی تاریخ تفکر و اندیشه را کل واحدی در نظر گرفته‌است که ضرورتاً باید مسیری مشخص را طی می‌کرد و به نقطه‌ای مشخص می‌رسید. به عبارت دیگر دیدگاه طباطبایی پروژه‌محور است. تمدن‌های دیگر نیز باید گام در همان مسیری نهند که تمدن غربی آن را طی کرده‌است و به مدرنیسم ختم شده‌است. به همین جهت کسانی چون داود فیرحی معتقدند طباطبایی از منظر تجدد سخن می‌گوید. در دیدگاه طباطبایی حال که در ایران یا جهان اسلام مسیری متفاوت از تجدد پیموده شده‌است، انحطاط و زوال رخ داده است. برخی نیز معتقدند نظریه طباطبایی در حقیقت مشابه همان نظریه انحطاط آرامش دوستدار است با این تفاوت که لحن دوستدار غیر علمی و همراه با فحاشی است. در میان فعالین سیاسی، هاشم آقاجری در همایشی که به منظور بررسی نظریات طباطبایی برگزار شد وی را به انتحال و سرقت علمی متهم کرد. همچنین حاتم قادری معتقد است آثار طباطبایی سرشار از آرای جزمی، خشونت‌طلبانه و ایدئولوژیک است. قادری در باب نظریه زوال طباطبایی می‌گوید: «من این کارها را به پای این می گذارم که قرار است نوعی آرای جزمی توام با ایدئولوژی به خوانندگان و شنوندگان ایرانی که فعلاً از فقر منابع و فقر تحقیق و فقر مطالعه رنج می‌برند، ارائه شود.» 
داریوش رحمانیان معتقد است یکی از نقاط ضعف جدی نظریه طباطبایی عدم توجه به اصلاح‌طلبان و متجددان مسلمان نظیر سید جمال اسدآبادی است. رحمانیان می‌گوید: «ایشان پروتستانتیسم اسلامی را یک شیر بی یال و دم اشکم می‌داند و به جای بحث درباره آن‌ها به مباحث حاشیه‌ای مثل معنای لغوی پروتستانتیسم می‌پردازد. من از سال ۱۳۷۴ که کتاب ابن خلدون منتشر شد، منتظر بودم که نظریه ایشان راجع به اصلاح دینی بخوانم. تا رسیدیم به کتاب حکومت قانون که دیدم در فصل نظریه اصلاح دینی، بسیار ضعیف است و یک خوانش بد از تاریخ است.»
مهدی فدایی مهربانی نیز در دو کتاب با عناوین «پیدایی اندیشه سیاسی-عرفانی در ایران» و «حکمت، معرفت و سیاست در ایران»(نشر نی) مسیری متفاوت از طباطبایی را پیموده است. کار فدایی مهربانی تحقیقی دربارهٔ ماهیت اندیشه‌های سیاسی در ایران، از مکتب اصفهان تا دوره معاصر است؛ دوره‌ای که به دلیل دوری رساله‌های سیاسی از سنجه‌های یونانی به دوره زوال مشهور شده‌است. به قول نظریه‌پرداز زوال اندیشه سیاسی در ایران، حکمت عملی در مباحث تکراری خلاصه شده و در نهایت تبدیل به رساله‌های اخلاقی می‌شود، اما فدایی مهربانی سعی می‌کند با بررسی صدها رساله و نسخ خطی از نویسندگان آشنا و ناآشنا نشان دهد فاصله‌گیری نویسندگان ایرانی از اندیشه سیاسی و مدنی یونانی، نه به مثابه غفلت، بلکه باید به‌عنوان ضرورتی گریزناپذیر در متن دوره‌ای از تاریخ اندیشه ایران فهمید شود. او معتقد است خصلت وجودی خرد ایرانی و شیعی به گونه‌ای است که ضرورتاً در مرحله‌ای از حیات خود می‌باید استعلایی و عرفانی می‌شد و اندیشه سیاسی نیز از این جریان مستثنی نبوده‌است. فدایی مهربانی در رویکرد حکمی خویش و برای جستجو در مسیر پیدایی اندیشه سیاسی- عرفانی در ایران بیش از هر کس دیگری از هانری کربن و پژوهش‌های او به مثابه چراغ فراروی خویش بهره برده است. به همین جهت او در فاصله میان دو کتاب فوق کتابی با عنوان «ایستادن در آن سوی مرگ: پاسخ‌های کربن به هایدگر از منظر فلسفه شیعی» نگاشت که در واقع منظر نگرش وی به موضوع بود.